# W polu (powieść)
W polu – powieść Stanisława Rembeka wydana w 1937 roku nakładem Instytutu Wydawniczego "Biblioteka Polska", wznowiona w 1958 roku w paryskiej Bibliotece „Kultury”.
Wznowienie książki było blokowane przez cenzurę komunistyczną po drugiej wojnie światowej.

## Tematyka
Utwór przedstawia losy polskiego oddziału piechoty, wchodzącego w skład dywizji gen. Żeligowskiego na froncie północnym, podczas ofensywy wojsk Tuchaczewskiego w lecie 1920 r., w trakcie wojny polsko-bolszewickiej.
Powieść opisuje krwawe zmagania 7 kompanii strzelców z przewagą liczebną Rosjan i ich uzbrojenia, z nieustannymi odwrotami, kontratakami, nocnymi marszami i umacnianiem się na nowych pozycjach, z wycieńczającym upałem, morderczym zmęczeniem i głodem, z wszechogarniającym poczuciem zagrożenia i beznadziei, aż do okrutnej, nagłej śmierci. Rzeczywistość frontowa pokazana jest niezwykle trzeźwo i brutalnie. Rembek, uczestnik tych walk, maluje obraz wojny realistycznie, bez patosu i koloryzowania. Naturalistyczne opisy pobojowisk zasłanych trupami ludzi i koni, czy walki na bagnety obnażają grozę i okrucieństwo wojny. Autor opisuje niesłychane męstwo i brawurę żołnierzy, które równocześnie przeplatają się z tchórzostwem.
Taki sposób przedstawienia wojny nie ma wielu odpowiedników w literaturze polskiej. Brak złudzeń i realizm powieści można przyrównać do prozy, walczącego w tej wojnie po drugiej stronie okopów, Izaaka Babla.
Czesław Miłosz w swojej Historii literatury polskiej wymienia powieść W polu jako najlepszą książkę o walce, jaka powstała w okresie międzywojennym. Przez wielu ówczesnych krytyków powieść została uznana za najwybitniejsze dzieło w dorobku pisarza. Dla Marii Dąbrowskiej powieść była pod wieloma względami lepsza niż Na zachodzie bez zmian Ericha Marii Remarque’a.
Za powieść W polu Rembek otrzymał w 1938 roku nagrodę Fundacji im. Franciszka Salezego Lewentala i nagrodę miasta Kalisza im. Adama Asnyka.